# NutiFood
NutiFood là một doanh nghiệp Việt Nam hoạt động trong lĩnh vực thực phẩm dinh dưỡng. Với thành tích chiếm 22% thị phần, chênh lệch gấp 1,77 lần doanh nghiệp xếp kế tiếp, NutiFood đã vinh dự nhận danh hiệu Nhãn hiệu Sữa trẻ em số 1 Việt Nam từ Hiệp hội sữa Việt Nam vào năm 2020.

## Lịch sử
- Năm 1989: Trạm Nghiên cứu Dược Liệu chuyển thành Trung Tâm Dinh Dưỡng TP.HCM, Tổ hợp Đồng Tâm trở thành Cơ sở Thực phẩm Đồng Tâm, nơi ứng dụng các đề tài nghiên cứu của các chuyên gia dinh dưỡng để sản xuất các sản phẩm phòng chống suy dinh dưỡng trẻ em và nuôi ăn bệnh nhân nặng trong bệnh viện. Sản phẩm tiêu biểu trong thời kỳ này là Enalaz – thực phẩm nuôi ăn qua ống thông dạ dày đầu tiên tại Việt Nam, góp phần hỗ trợ điều trị bệnh nhân nặng tại bệnh viện khắp cả nước với giá thành chỉ bằng 1/10 sản phẩm ngoại nhập.
- 29/03/2000: Xuất phát từ thành công của các nghiên cứu và ứng dụng lâm sàng của Trung tâm Dinh dưỡng Tp. HCM, Công ty Cổ phần Thực phẩm Dinh dưỡng Đồng Tâm (tên ban đầu của NutiFood) đã được thành lập.
- Năm 2001: Sản phẩm của Công ty CP Thực phẩm Dinh Dưỡng Đồng Tâm đã được người tiêu dùng VN bình chọn vào Top 5 Hàng VN chất lượng cao và liên tục các năm về sau.
- Năm 2002: Cuộc đi bộ từ thiện đầu tiên tại VN "Vì phụ nữ nghèo và bệnh tật" tổ chức thành công tại TP. HCM với hơn 4.000 người tham dự đã đạt kỷ lục VN.
- Năm 2003: Cuộc đi bộ từ thiện “Đồng hành chống hiểm họa tiểu đường” trong khuôn khổ cao trào truyền thông “Đồng lòng chống hiểm họa tiểu đường” của Sở Y tế TP. Hồ Chí Minh, góp Quỹ từ thiện “Hỗ trợ dinh dưỡng bệnh nhân nghèo” huy động thành công hơn 20.000 quần chúng tham gia.
- Năm 2004: Đêm giao thừa năm 2004, kết hợp cùng TW Hội Thanh niên VN, hơn 7.000 bánh tét Tết đã được các văn nghệ sĩ, người nổi tiếng tổ chức thi gói và tặng quà tận tay người lao động nghèo trên đường phố, các mái ấm tình thương của người khuyết tật.
- Năm 2005:

1. Cầu truyền hình trực tiếp "Vì tương lai Việt" cùng lúc tại 3 thành phố lớn: Hà Nội, TP. HCM, Đà Nẵng, đánh dấu sự phát triển mạnh mẽ của NutiFood với các hoạt động vươn ra cộng đồng vì thế hệ trẻ em Việt Nam, qua đó huy động hơn 3,1 tỷ đồng đóng góp vào Quỹ bảo trợ trẻ em nghèo VN...
2. Công ty NutiFood tham gia sáng lập và điều hành Quỹ “Hỗ trợ dinh dưỡng bệnh nhân nghèo Tp. HCM”, qua đó cung cấp thực phẩm dinh dưỡng miễn phí đến hơn 10.000 bệnh nhân nghèo thương tâm tại các bệnh viện trên toàn quốc.
3. Trong những năm gần đây, NutiFood luôn là nhà tài trợ chính cho nhiều hoạt động xã hội, các cao trào truyền thông, các Hội nghị chuyên đề về sức khỏe của Ngành Y tế Việt Nam và TP. Hồ Chí Minh như: “Chương trình uống Vitamin A toàn Thành phố HCM; "Ngày uống sữa Thế giới”; ”Ngày hội trẻ thơ”; ”Ngày hội dinh dưỡng và vận động hợp lý phòng chống đái tháo đường”; “Nhịp cầu Y tế”; “Câu lạc bộ bệnh nhân tiểu đường”; “Hỗ trợ hoạt động truyền thông sức khỏe cho công nhân trong các khu chế xuất”,… tạo nên một hình ảnh chuyên gia dinh dưỡng thân thiện với các hoạt động cộng đồng thiết thực.
4. NutiFood cũng là một thành viên tích cực trong cuộc vận động “Người Việt Nam ưu tiên dùng hàng Việt Nam”, tham gia tích cực các đợt “Bán hàng về nông thôn”, tham gia “Chương trình bình ổn thị trường”.

Để có được các sản phẩm chất lượng cao tương đương hàng ngoại nhập, NutiFood đã đầu tư xây dựng nhà máy sản xuất tại khu CN Mỹ Phước, Bình Dương, với hệ thống dây chuyền thiết bị hiện đại theo công nghệ Đức, Thụy Điển... bảo đảm chất lượng sản phẩm, môi trường an toàn vệ sinh thực phẩm. Các nguồn nước, khí, nhiệt độ môi trường, chất thải,v.v… đều được kiểm soát chặt chẽ và lưu lại hồ sơ để quản lý.…, quy trình sản xuất khép kín từ chọn lọc kiểm tra nguyên liệu đầu vào cho đến khi vận chuyển đến nhà phân phối sản phẩm, với hệ thống quản lý chất lượng theo tiêu chuẩn GMP, HCCP, ISO 22.000 và dưới sự giám sát chất lượng của tổ chức ABS-QE Hoa Kỳ. Chính vì vậy, NutiFood luôn “đứng ngoài cuộc” các khủng hoảng về chất lượng sữa xảy ra trong những năm qua như “sữa nhiễm melamine”, “sữa nhiễm khuẩn Clostridium Botulinum” mà nhiều doanh nghiệp kể cả công ty đa quốc gia phải điêu đứng.
- Năm 2006: Nhà Máy NutiFood Bình Dương mở rộng (sữa bột + sữa nước) được chứng nhận đạt tiêu chuẩn GMP thực phẩm, tiêu chuẩn HACCP và liên tục các năm về sau.
- Năm 2008: NutiFood đã trở thành Công ty Cổ phần đại chúng và IPO thành công trên thị trường chứng khoán.
- Năm 2010:

1. Ký kết hợp tác với Tổ chức ABS-QE Hoa Kỳ nhằm xây dựng và giám sát Hệ thống Quản lý Chất lượng và gia hạn liên tục cho đến nay.
2. Tham gia Chương trình Bình ổn Thị trường của TP. HCM – Chương trình Hàng Việt về nông thôn.
3. Cũng kể từ năm nay được đổi tên Công ty CP Thực phẩm dinh dưỡng Đồng Tâm thành Công ty CP Thực phẩm Dinh dưỡng NutiFood, đồng thời thay đổi hệ thống nhận diện thương hiệu, bao bì sản phẩm.

- Năm 2011: Tổ chức nhiều sự kiện lớn về sức khỏe cộng đồng thể hiện vai trò “Chuyên Gia Dinh Dưỡng” như "Ngày Hội Sức khỏe Tuổi Thơ” tại Công viên Lê Văn Tám TP.HCM thu hút hơn 35.000 lượt trẻ em – Ngày Hội “Dinh dưỡng hợp lý và vận động trong phòng ngừa đái tháo đường” thu hút truyền thông và hơn 2.000 lượt người tham gia.
- Năm 2012: Được UBND TP.HCM xét chọn là Doanh nhân Saigon Tiêu Biểu và đón nhận Bằng khen.
- Năm 2013:

1. Đưa nhà máy thứ hai của NutiFood tại Khu CN Phố Nối - Hưng Yên đi vào hoạt động.
2. Ký kết hợp đồng tài trợ dinh dưỡng toàn diện cho Học viện Hoàng Anh Gia Lai- Arsenal – JMG, tài trợ dinh dưỡng cho đội bóng U19 Việt Nam thi đấu quốc tế. Lần đầu tiên có chuyên gia dinh dưỡng NutiFood và đầu bếp đồng hành cùng các cầu thủ U19 Việt Nam đi thi đấu quốc tế cho đến hết năm 2014, tạo sự quan tâm của dư luận.
3. Công ty TNHH Mead Johnson Pharma sẽ được đổi tên thành Công ty cổ phần dược phẩm Mead Johnson thuộc nhà thiết kế của NutiFood
4. Năm 2014:

1. Tổ chức Giải U19 Quốc tế - Cup NutiFood lần 1 tại TP. HCM gồm U19 Nhật Bản – U19 AS Roma, U19 Tottenham Hotspur và U19 VN, gây một cơn sốt bóng đá chưa từng thấy của người hâm mộ cả nước.
2. Tài trợ chính Giải U19 Đông Nam Á mở rộng - Cup NutiFood lần 2 tại Hà Nội, gây một hiệu ứng tốt khi U19 Việt Nam thi đấu hay, đẹp, mang lại một không khí cuồng nhiệt cho người hâm mộ cả nước.
3. Ký kết với Tập đoàn Hoàng Anh Gia Lai trong Dự án Chăn Nuôi 120.000 bò sữa.
4. Khởi công xây dựng Nhà máy NutiFood Cao Nguyên tại Khu CN Trà Đa TP. Pleiku có công suất chế biến 500 triệu lit sữa/năm

- Năm 2015:

1. Ký kết hợp đồng thành lập Học viện bóng đá Nutifood - Hoàng Anh Gia Lai - Arsenal - JMG, bắt đầu tuyển sinh khóa 1 từ tháng 6/2015 tại các tỉnh thành cả nước.
2. 29-6-2015: Công bố kết quả nghiên cứu thị trường của Tổ chức Nielson: GrowPLUS+ của NutiFood là sản phẩm bán chạy số 1 tại Việt Nam trong phân khúc sữa dành cho trẻ suy dinh dưỡng thấp còi.
3. Hiện tại, NutiFood đang là một trong 4 nhà sản xuất và kinh doanh sữa lớn nhất Việt Nam.

- Năm 2018, Nutifood dính "scandal" khi 73 học sinh ngộ độc nghi do uống sữa Nutifood.

- Năm 2021:

1. Nutifood tiếp tục dính "scandal" khi sử dụng hình ảnh Hoài Linh làm đại sứ thương hiệu sản phẩm, trong khi Hoài Linh đang có nghi án ăn chặn tiền từ thiện của đồng bào miền Trung. Sự việc này đã gây ra tranh cãi lớn trong cộng đồng Việt Nam

## Các thương hiệu
- Nuvi Grow - Sữa bột và sữa bột pha sẵn.
- Famma - Sữa bột và sữa bột pha sẵn.
- Grow Plus+ - Sữa bột và sữa bột pha sẵn.
- Varna - Sữa bột và sữa bột pha sẵn.
- Nuvi - Sữa nước.
- NutiMilk - Sữa nước.
- NutiZen - Sữa từ thực vật và nước giải khát.
- Cawells - Thực phẩm chức năng.
- Ông Bầu - Cà phê và nước giải khát.

## Hệ thống nhà máy
- Nhà máy sản xuất - NutiFood Bình Dương
- Nhà máy sản xuất - NutiFood Cao Nguyên

## Chương trình cộng đồng
- Phần lớn tất cả các loại chương trình cộng đồng đều do NutiFood tự tổ chức.

## Chứng nhận và danh hiệu
- Top 100 thương hiệu Sao Vàng Đất Việt do các cơ quan ban ngành, đoàn thể TW & Hội Doanh nghiệp trẻ VN kết hợp với công ty Kiểm toán Quốc tế tổ chức bình chọn, xét tuyển.
- Top Hàng VN Chất Lượng Cao ngành hàng thực phẩm liên tục từ 2001 đến 2013 do báo Sài gòn Tiếp thị & Hội DN hàng VN Chất Lượng Cao tổ chức từ bình chọn của người tiêu dùng toàn quốc.
- Top 5 các thương hiệu sữa có thị phần lớn nhất VN từ điều tra thị trường do Công ty ACNielsen thực hiện.
- Top 500 thương hiệu lớn nhất VN do Phòng thương mại & Công nghiệp VN kết hợp với cơ quan nghiên cứu thị trường tổ chức đánh giá và xét chọn.
- Bằng khen của Bộ Công thương về thành tích tham gia tích cực & hiệu quả chương trình bình ổn giá các sản phẩm sữa.
- Bằng khen của Bộ y tế về thành tích & những đóng góp cho ngành dinh dưỡng.
- Bằng khen của Bộ trưởng, Chủ nhiệm UB chăm sóc & bảo vệ bà mẹ, trẻ em VN về thành tích & những đóng góp cho công tác chăm sóc bà mẹ & trẻ em VN.
- Bằng khen của Chủ tịch Ủy ban Nhân dân TP HCM về thành tích xuất sắc & những đóng góp quan trọng cho ngành dinh dưỡng.
- Bằng khen của Bộ Công thương về những thành tích xuất sắc trong công tác tham gia chương trình đưa hàng Việt về nông thôn.
- Bằng khen của Chủ tịch UBNDTP về thành tích xuất sắc trong công tác tham gia tích cực, cung ứng sản phẩm chất lượng & hoạt động hiệu quả, sáng tạo phục vụ trị trường trong chương trình bình quốc gia “Người Việt Nam ưu tiên dùng hàng VN”.
- Bằng khen của Liên đoàn Lao động các cấp TW & TP. HCM & quận Tân bình nhiều năm liền về thành tích chăm sóc người lao động.
- Bằng khen của TW Đảng, Thành ủy TP HCM, Đảng ủy địa phương về các thành tích các hoạt động Đảng, đoàn thể khối các doanh nghiệp ngoài quốc doanh.
- Giải thưởng “Thương hiệu mạnh VN” do Thời báo KTVN và Bộ Thương mại tổ chức.
- Giải thưởng “Bông lúa vàng” dành cho các thương hiệu được nông dân bình chọn về chất lượng, hiệu quả sử dụng do báo Nông nghiệp VN & Bộ phát triễn nông thôn tổ chức.
- Giải thưởng “Thương hiệu An toàn Vệ sinh thực phẩm” do Cục AT VSTP / Bộ y tế tổ chức bình chọn, xét tuyển.